# 下石神井
下石神井（しもしゃくじい）は、東京都練馬区の町名。住居表示実施済み区域。現行行政地名は下石神井一丁目から下石神井六丁目。

## 地理
練馬区南西部に位置する。下石神井
東から時計回りに、練馬区南田中、杉並区井草、杉並区上井草、練馬区上石神井南町、練馬区上石神井、練馬区石神井町、に隣接する。
北側街区境界に石神井川、街区南側境界に千川通り、街区西側境界に井草通りが存在する。

### 河川
- 石神井川
- 貫井川　ｰｰｰ (街区内に存在した石神井川支流の廃河川)
- 千川上水 ｰｰｰ 街区南端に流路を形成していた。流路は千川通りとして形状を残す。

### 地価
住宅地の地価は、2025年（令和7年）1月1日の公示地価によれば、下石神井4-34-18の地点で60万3000円/m2となっている。

## 歴史
旧・武蔵国豊島郡下石神井村。1889年（明治22年）、下石神井村は町村制施行により石神井村大字下石神井となる。1932年（昭和7年）、東京市編入に伴い板橋区下石神井一丁目および二丁目となった。この当時の下石神井一・二丁目は現行の下石神井一〜六丁目、石神井町一〜八丁目、上石神井南町を含む広大な区域であった。1970年（昭和45年）1月1日の住居表示実施により、（旧）下石神井二丁目の大半が石神井町一〜八丁目となった。1973年（昭和48年）8月1日の住居表示実施により、（旧）下石神井一丁目の大部分の地域に、南田中町の一部を編入して境界整理を行い、現行の下石神井一丁目から六丁目までが誕生した。以後、1984年までは新旧の下石神井一丁目が並存していたが、（旧）下石神井一丁目の残りの部分は1984年6月1日の住居表示実施により上石神井南町に変更された。

## 世帯数と人口
2025年（令和7年）4月1日現在（練馬区発表）の世帯数と人口は以下の通りである。
| 丁目           | 世帯数    | 人口     |
| -------------- | --------- | -------- |
| 下石神井一丁目 | 1,296世帯 | 2,696人  |
| 下石神井二丁目 | 1,626世帯 | 3,308人  |
| 下石神井三丁目 | 1,114世帯 | 2,353人  |
| 下石神井四丁目 | 2,040世帯 | 3,572人  |
| 下石神井五丁目 | 1,391世帯 | 2,674人  |
| 下石神井六丁目 | 1,659世帯 | 3,549人  |
| 計             | 9,126世帯 | 18,152人 |

### 人口の変遷
国勢調査による人口の推移。
| 年                 | 人口   |
| ------------------ | ------ |
| 1995年（平成7年）  | 16,024 |
| 2000年（平成12年） | 16,288 |
| 2005年（平成17年） | 16,672 |
| 2010年（平成22年） | 17,241 |
| 2015年（平成27年） | 17,615 |
| 2020年（令和2年）  | 18,425 |

### 世帯数の変遷
国勢調査による世帯数の推移。
| 年                 | 世帯数 |
| ------------------ | ------ |
| 1995年（平成7年）  | 6,734  |
| 2000年（平成12年） | 7,058  |
| 2005年（平成17年） | 7,383  |
| 2010年（平成22年） | 7,904  |
| 2015年（平成27年） | 7,855  |
| 2020年（令和2年）  | 8,649  |

## 学区
区立小・中学校に通う場合、学区は以下の通りとなる（2022年7月現在）。
| 丁目           | 番地                      | 小学校                 | 中学校                 |
| -------------- | ------------------------- | ---------------------- | ---------------------- |
| 下石神井一丁目 | 全域                      | 練馬区立下石神井小学校 | 練馬区立石神井南中学校 |
| 下石神井二丁目 | 全域                      | 練馬区立下石神井小学校 | 練馬区立石神井南中学校 |
| 下石神井三丁目 | 1〜10番 16～22番 26～37番 | 練馬区立下石神井小学校 | 練馬区立石神井南中学校 |
| 下石神井三丁目 | 11〜15番 23〜25番         | 練馬区立南田中小学校   | 練馬区立南が丘中学校   |
| 下石神井四丁目 | 全域                      | 練馬区立下石神井小学校 | 練馬区立石神井南中学校 |
| 下石神井五丁目 | 全域                      | 練馬区立下石神井小学校 | 練馬区立石神井南中学校 |
| 下石神井六丁目 | 1〜33番                   | 練馬区立下石神井小学校 | 練馬区立石神井南中学校 |
| 下石神井六丁目 | 34〜44番                  | 練馬区立石神井小学校   | 練馬区立石神井南中学校 |

## 交通

### 鉄道

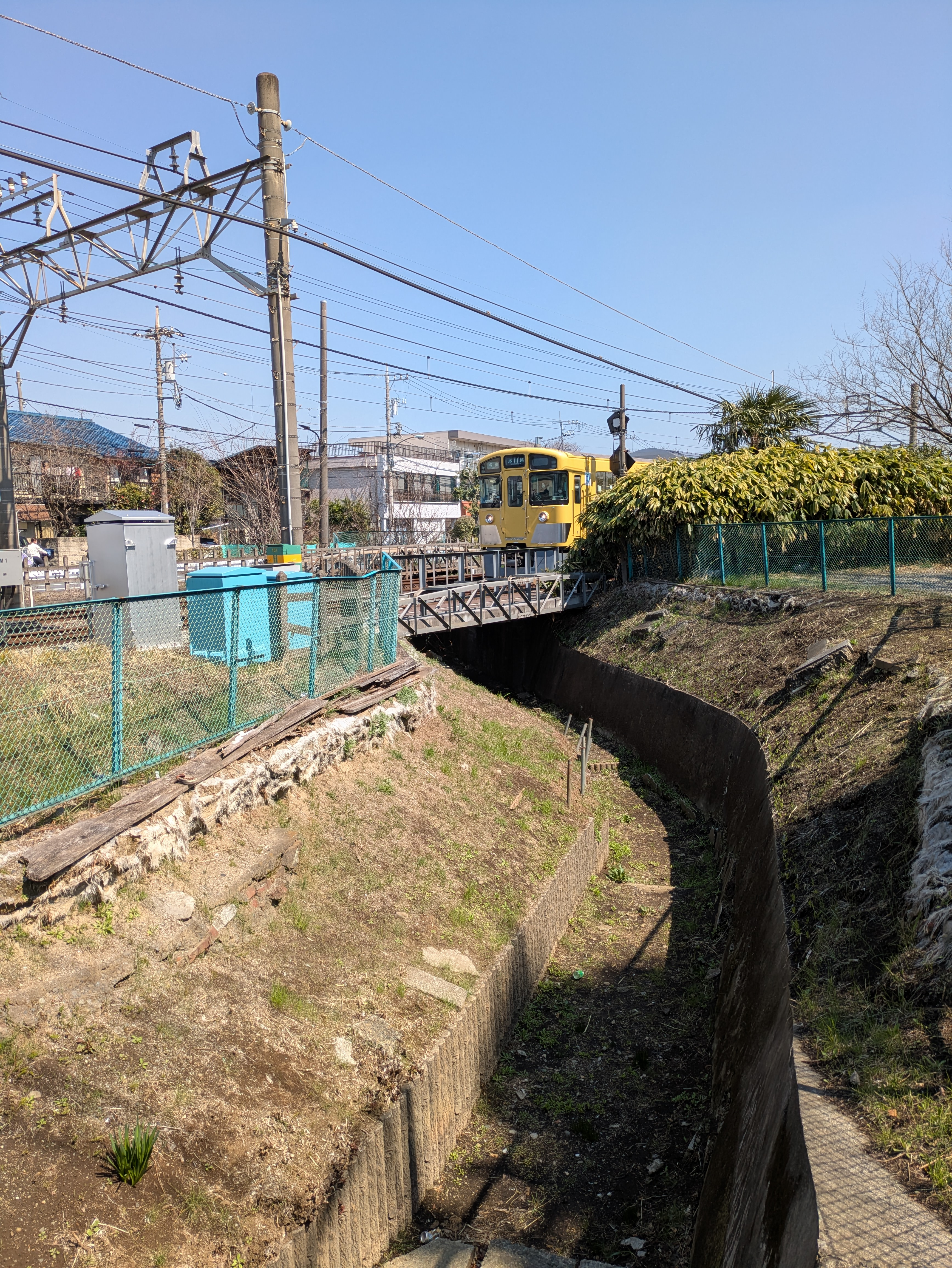
千川上水、下石神井4丁目。(西武新宿線上井草駅〜上石神井区間)

街区内に駅は設置されていない。隣接する街区の西武新宿線上井草駅、上石神井駅、井荻駅、西武池袋線石神井公園駅が主な利用範囲である。バスから乗り継いで荻窪駅を拠点として各方面へ利用する流動も多い。
| 隣接する街区の駅                                                                                  | バス移動等で利用可能の駅                                                        |
| ------------------------------------------------------------------------------------------------- | ------------------------------------------------------------------------------- |
| 西武池袋線 - 石神井公園駅(SI 10) 西武新宿線 - 井荻駅(SS 11) - 上井草駅(SS 12) - 上石神井駅(SS 13) | JR中央線 JR中央・総武線各駅停車 東京メトロ丸ノ内線 - 荻窪駅(JC 09)(JB 04)(M 01) |

### 道路
- 千川通り
- 新青梅街道
- 井草通り
- 旧早稲田通り

### バス
主に石神井公園と荻窪駅を結ぶバスが運行されており地域に密着している。西側の井草通り走行上井草駅経由と、東側の早稲田通り走行井荻駅経由で運行されているバス経路が街区を包むような形で運行している。
本数は少ないが阿佐ヶ谷駅発着のバスも存在している。
- 西武バス練馬営業所が存在。
- 西武バス上石神井営業所が存在。
- 関東バス阿佐谷営業所が存在。

上井草駅経由で荻窪駅方面へ利用の場合、踏切渋滞対応のため、上井草駅南側のバス停までの徒歩移動利用者も居る。
また、荻窪駅など中央線各駅への直接の自転車利用も多い。

## 事業所
2021年（令和3年）現在の経済センサス調査による事業所数と従業員数は以下の通りである。
| 丁目           | 事業所数  | 従業員数 |
| -------------- | --------- | -------- |
| 下石神井一丁目 | 66事業所  | 461人    |
| 下石神井二丁目 | 64事業所  | 546人    |
| 下石神井三丁目 | 51事業所  | 391人    |
| 下石神井四丁目 | 110事業所 | 992人    |
| 下石神井五丁目 | 48事業所  | 378人    |
| 下石神井六丁目 | 54事業所  | 308人    |
| 計             | 393事業所 | 3,076人  |

### 事業者数の変遷
経済センサスによる事業所数の推移。
| 年                 | 事業者数 |
| ------------------ | -------- |
| 2016年（平成28年） | 315      |
| 2021年（令和3年）  | 393      |

### 従業員数の変遷
経済センサスによる従業員数の推移。
| 年                 | 従業員数 |
| ------------------ | -------- |
| 2016年（平成28年） | 2,406    |
| 2021年（令和3年）  | 3,076    |

## 施設

### 下石神井四丁目
- ちひろ美術館・東京

## その他

### 日本郵便
- 郵便番号 : 177-0042[3]（集配局 : 石神井郵便局[15]）。